# Stenandrium villarroelii
Stenandrium villarroelii är en akantusväxtart som beskrevs av John Richard Ironside Wood. Stenandrium villarroelii ingår i släktet Stenandrium och familjen akantusväxter. Inga underarter finns listade i Catalogue of Life.